# Tifone sulla Malesia
Tifone sulla Malesia (Typhoon) è un film del 1940 diretto da Louis King.

## Riconoscimenti
- 1941 - Premio Oscar
  - Nomination Migliori effetti speciali a Farciot Edouart, Gordon Jennings e Loren Ryder